# Кронум
Кронум — це вид спорту з м'ячем із США, який був розроблений приблизно у 2008 році. Кронум був винайдений у США Біллом Гібсоном і являє собою суміш різних командних видів спорту з м'ячем. Особливо потрібні техніки з футболу, гандболу та баскетболу.
Зараз існує лише професійна ліга на батьківщині, у Філадельфії, штат Пенсільванія, хоча в решті Сполучених Штатів.

## Правила

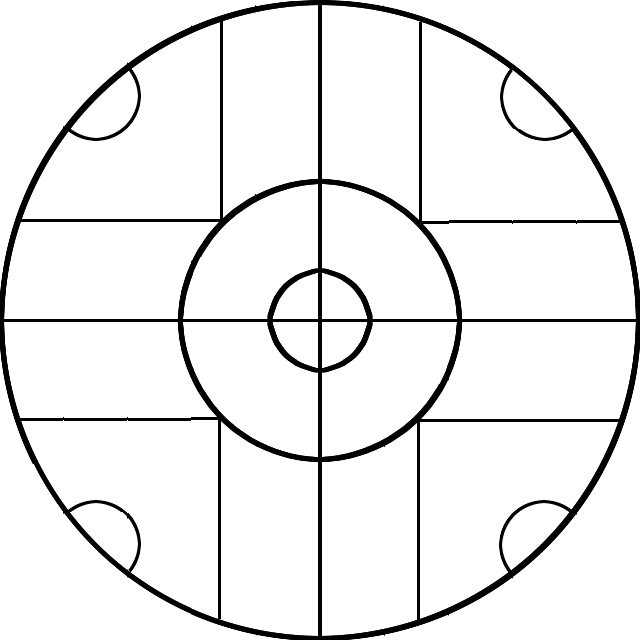
ігрове поле

У Kronum грають двома командами по 10 гравців у кожній. Четверо з них є воротарями на фазах захисту. Під час наступальних фаз вони є польовими гравцями, як і їхні товариші по команді.
Гра триває 60 хвилин, розділених на три третини. Мета гри — набрати більше очок, ніж суперник. Кількість очок відрізняється залежно від того, звідки походить успішний кидок/кидок тощо (як у баскетболі). Ворота Кронум мають у верхній частині 5 кілець діаметром 50 сантиметрів. Якщо гравець пробиває одне з кілець, кількість очок подвоюється. Ігрове поле кругле з кільцем посередині. Також є чотири ворота (так звані палати).
Найвіддаленішою зоною є Хрестова зона. Якщо ви вдарите звідси, ви отримаєте 4 очки, якщо ви вдарите через кільце, ви отримаєте 8 очок (це називається Кронум). Наступна зона — Flex Zone. Якщо ви вдарите звідти, ви отримаєте 3 бали (6 через одне з кілець). У зоні біля воріт (клинова зона), на відміну від решти поля, вам не дозволяється грати м'ячем рукою. Якщо ви влучаєте з клинової зони, ви отримуєте 2 бали (4 через кільце). У найближчій до воріт зоні (goal zone) ви отримуєте одне очко за забитий гол (2 через кільце).
Обидві команди грають по черзі в обороні та в нападі. Гру розпочинають після того, як було набрано очко шляхом кидка м'яча назад у кільце.